# Grottes de Maxange
 (2 août 2013).
La grotte de Maxange est située sur la commune du Buisson-de-Cadouin, au sud du département de la Dordogne, en région Nouvelle-Aquitaine, entre Périgord noir et Bergeracois. 
Découverte en l'an 2000, elle est ouverte au public depuis 2003 et fait partie des sites naturels classés depuis 2013.

## Historique de la découverte
En juillet 2000, les travaux d'exploitation d'une carrière de pierre à bâtir mettent au jour une petite cavité. Après trois séances de travail pour vider la terre qui la comble et se frayer un passage, Angel Caballero découvre les premières cristallisations le 15 août 2000.
Le nom de Maxange vient de la contraction de deux prénoms : Maximilien (le père d'Angel, qui a débuté l'exploitation de la carrière) et Angel (l'inventeur de la grotte).
Après mûre réflexion, la décision d'arrêter l'exploitation de la carrière Mestreguiral est prise, au profit de l'exploitation touristique. Des travaux d'aménagement sont alors entrepris, permettant de rendre l'accès facile et la grotte ouvrent au public le 20 avril 2003, jour de Pâques.
Par arrêté du 4 mars 2013, la « grotte de Maxange et ses abords » sont classés,.

## Description physique des cavités
La grotte de Maxange est constituée de deux réseaux karstiques
Longues d'environ 200 mètres, elles se composent d’une grotte inférieure, d’environ 70 mètres de long, qui offre quelques bouquets d’aragonite et d’une grotte supérieure, d’environ 130 mètres, qui offre des cristallisations en grande quantité.

## Histoire géologique
La grotte de Maxange a été creusée par une rivière souterraine au début de l'Éocène dans des calcaires jaunes du Campanien 3 (Crétacé supérieur). 
Elle a d’abord été creusée en régime noyé, puis l’abaissement du niveau de la zone noyée en a fait une grotte à l’air libre. Ensuite, l’érosion a apporté des sédiments sableux et argileux qui l'a comblée en grande partie.
Les cristallisations ont poussé pendant et à la suite de cette phase de comblement partiel. Par ailleurs quelques griffades et une omoplate attestent du passage de l'ours des cavernes dans la cavité.

## Cristallisations
Les cristallisations de calcite sont nombreuses et variées :
- excentriques : ce sont de petites concrétions qui n'ont pas de direction privilégiée de croissance. Dans la grotte de Maxange, elles sont surreprésentées : elles couvrent des plafonds, des parois et recouvrent certaines stalactites, ce qui montre deux phases de cristallisations. L’une des excentriques, en forme de « perroquet », est l’emblème de la grotte de Maxange ;

- stalactites ;
- stalagmites ;
- colonnes, ou piliers ;
- draperies ;
- fistuleuses ;

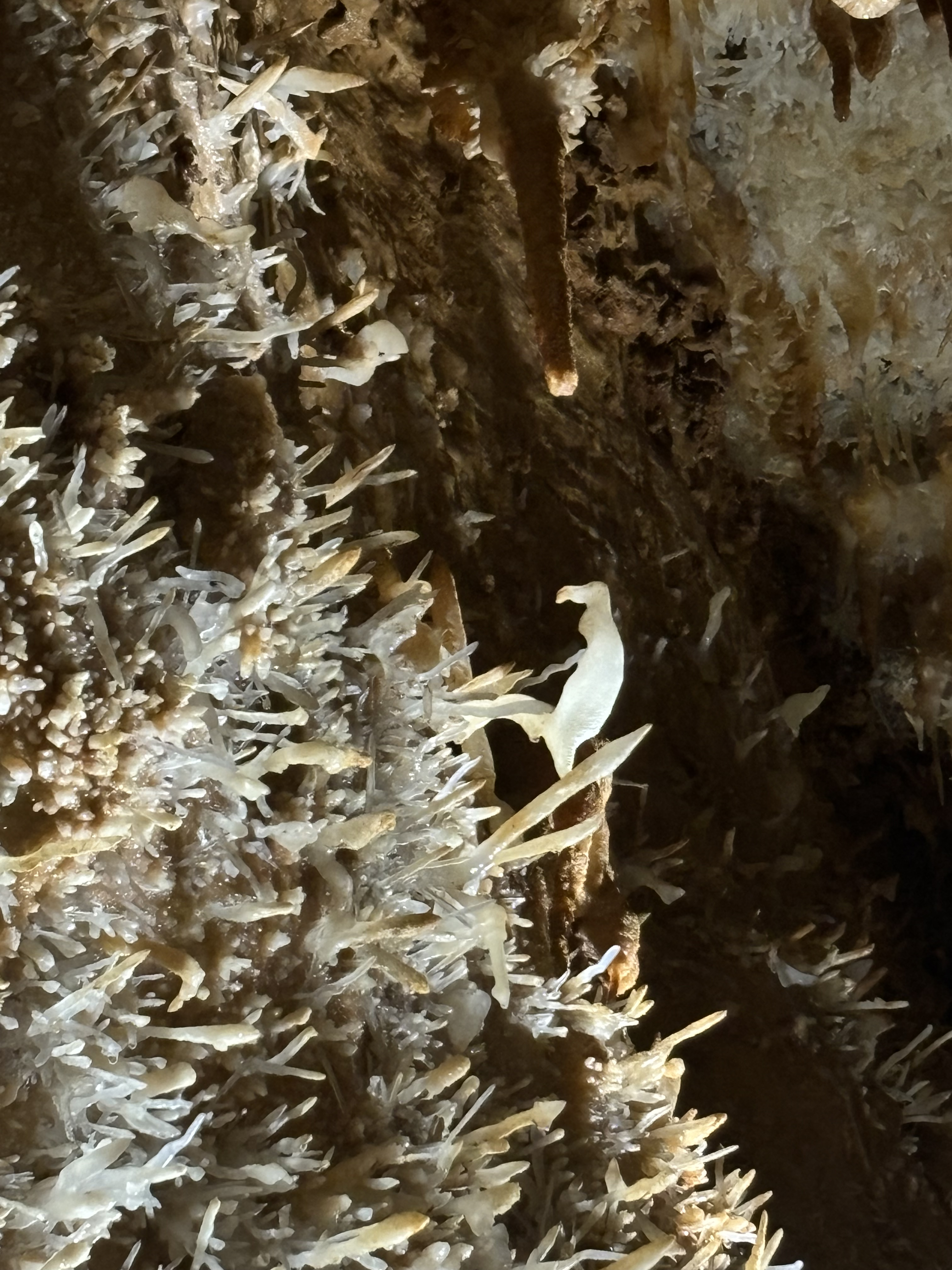
L’excentrique en forme de perroquet, emblème de la grotte.

- triangles : découverts récemment dans une salle annexe, ils ne sont pas encore visibles pendant la visite.

L'aragonite est présente également, sous forme de bouquets.
La couleur de toutes ces concrétions va du brun, couleur terre, au blanc limpide. Ces variations de couleur sont dues à une concentration variable en oxydes de fer.

## Tourisme
Le site est visité annuellement par environ 40 000 personnes et emploie une douzaine de saisonniers pour la période estivale.
En 2022, le site a attiré 40 000 visiteurs.
En août 2024, un touriste a, malgré l'interdiction, volontairement touché une concrétion dont un bloc de 20 × 30 cm s'est détaché.